# 리팡후이
리팡후이(중국어: 李方慧, 병음: Lǐ Fānghuì, 한자음: 이방혜, 2003년 3월 10일~)는 중화인민공화국의 프리스타일 스키 선수로 주 종목은 하프파이프이다. 2022년 동계 올림픽에 중국 국가대표로 참가했으며 세계 선수권 대회에서 은메달을 1개를 획득했다.